# Hypena ella
Hypena ella är en fjärilsart som beskrevs av Butler 1878. Hypena ella ingår i släktet Hypena och familjen nattflyn. Inga underarter finns listade i Catalogue of Life.